# مبارك الفنيني
مبارك خالد حمد الفنيني لاعب كرة قدم كويتي، من مواليد 21 يناير 2000 ويلعب حاليًا في نادي القادسية الكويتي.

## الإحصائيات

### الأهداف الدولية
| #  | التاريخ        | الملعب                                         | الخصم          | هدفه | النتيجة | المنافسة               |
| -- | -------------- | ---------------------------------------------- | -------------- | ---- | ------- | ---------------------- |
| 1. | 14 نوفمبر 2019 | ملعب نادي الكويت الرياضي، مدينة الكويت، الكويت | تايبيه الصينية | 3–0  | 9–0     | تصفيات كأس العالم 2022 |
| 2. | 11 يونيو 2022  | استاد جابر الأحمد الدولي، مدينة الكويت، الكويت | نيبال          | 4–0  | 4–1     | تصفيات كأس آسيا 2023   |